# 그램 파슨스
잉그램 세실 코너 3세(영어: Ingram Cecil Connor III, 1946년 11월 5일 ~ 1973년 9월 19일), 전문적으로는 그램 파슨스(영어: Gram Parsons)라는 이름으로 알려진 그는 미국의 가수, 작곡가, 기타리스트, 피아니스트이다. 그는 인터내셔널 서브마린 밴드, 버즈, 플라잉 부리토 브라더스와 함께 음반을 녹음하며, 자신이 "코스믹 아메리칸 뮤직(Cosmic American Music)"이라 부른 음악을 대중화하였다. 이는 컨트리, 리듬 앤 블루스, 솔, 포크, 록을 혼합한 하이브리드 장르였다. 그는 컨트리 록과 얼터너티브 컨트리 장르의 개척에 기여한 인물로 평가받으며, 《롤링 스톤》이 선정한 역사상 가장 위대한 아티스트 100명 순위에서 87위를 차지하였다.

## 음반 목록
- GP
- Grievous Angel